# Neischnocolus caxiuana
Espèce
Synonymes
- Ami caxiuana Pérez-Miles, Miglio & Bonaldo, 2008

Neischnocolus caxiuana est une espèce d'araignées mygalomorphes de la famille des Theraphosidae.

## Distribution
Cette espèce est endémique du Pará au Brésil,.

## Description
Le mâle holotype mesure 20,9 mm et la femelle paratype 18,7 mm.

## Étymologie
Son nom d'espèce lui a été donné en référence au lieu de sa découverte, Caxiuanã à Melgaço.

## Publication originale
- Pérez-Miles, Gabriel, Miglio, Bonaldo, Gallon, Jiménez & Bertani, 2008 : Ami, a new theraphosid genus from Central and South America, with the description of six new species (Araneae: Mygalomorphae). Zootaxa, no 1915, p. 54-68.